# Jiří Bubeníček
Jiří Bubeníček (* 7. října 1974 Lubin) je český tanečník a choreograf. Jeho jednovaječným dvojčetem je tanečník Otto Bubeníček.

## Život
Narodil se v roce 1974 do cirkusové rodiny v polském Lubinu, kde vystupoval jejich cirkus. Během tréninku na cirkusovém učilišti si obou bratrů všimla profesorka z konzervatoře a nasměřovala je k baletu. V roce 1993 dostudoval Taneční konzervatoř v Praze, poté odešel do Hamburské státní opery, kde se o dva roky později stal sólistou. Od roku 1999 se věnuje i choreografii. V roce 2006 odešel do Semperoper v Drážďanech, kde působí na postu prvního sólisty baletu a jako choreograf. V roce 2019 připravil choreografii k baletní adaptaci Procesu, kterou uvedl soubor Královského švédského baletu na scéně Královské švédské opery ve Stockholmu.

## Ocenění
- Prix de Lausanne (1992)
- Ceny Benois de la danse (2002)[2] za roli Armanda Duvala v Dámě s kaméliemi
- 2. cena na mezinárodní baletní soutěži ve Varně za choreografii Made on Earth na hudbu Christiana Zehndera (2002)[3]
- Cena Mary Wigmanové (2013)[6]
- cena Gratias Agit za šíření dobrého jména České republiky ve světě (2016)[7]